# Кирасири
Кирасири (енгл. Cuirassiers) су тешка коњица заштићена прсним оклопом (фр. cuirasse), која је коришћена у Европи од краја 16. века до почетка Првог светског рата.
Крајем 16. века тешко оклопљене витезове постепено замењују коњаници само са прсним оклопом - кирасири, а тактику црних коњаника, караколирање, усвајају све коњице у Европи. Од почетка 17. века тешку коњицу у западној Европи већином чине кирасири. У тридесетогодишњем рату (1618—1648) у шведској и царској (немачкој) војсци, наоружани су мачем и са 2 пиштоља, а заштићени шлемовима и прсним оклопима.

## Историја

### 17. век
Као нова врста тешке коњице у Европи, кирасири се јављају у време када потпуни оклоп витезова не може више да заштити коњаника од ватреног оружја, већ само омета покретљивост. Први их је организовао холандски војсковођа Морис Орански-Насауски крајем 16. века. Били су наоружани са по 2 пиштоља и палашем (тешки мач). У тридесетогодишњем рату шведски кирасири успешно су се борили против још увек тешко оклопљене царске (немачке) коњице. У Француској је 7, коњички пук преформиран 1665. у пук краљевих кирасира (фр. Cuirassier du Roi).

### 18. век
Почетком 18. века формирају се пукови кирасира у Аустрији и Прусији. У седмогодишњем рату Аустрија је располагала са 18, а Пруска са 12 пукова кирасира, јачине од око 5 ескадрона, који су чинили око 1/2 (Аустрија), односно 1/3 (Пруска) целокупне коњице. Кирасири су јуришали смакнуто, пуним галопом и нападали непријатеља хладним оружјем.

### 19. век
Наполеон је уочио значај и улогу кирасира: 1802. формирао је 7 пукова, а 1804. повећао је њихов број на 12 и поред мачева наоружао их мушкетонима. Нарочито су се истакли јуришима у биткама 1809. код Еслинга и 1815. код Ватерлоа.
После Кримског рата, све јача и прецизнија ватра изолученог ватреног оружја чине коњичке јурише нецелисходним. Руси стога преформирају пукове кирасира (изузев 4 гардијска) у драгунске. Аустријанци чине исто 1867. У француско-пруском рату 1870. Французи су имали 11, а Немци 10 пукова кирасира. После овог рата кирасири су се задржали једино у Француској; у Немачкој им је само остало име.

### 20. век
Пред Први светски рат, мада је готово сва коњица постала драгунска, кирасири су у Француској образовали тешке бригаде (по 2 пука) коњичких дивизија. Пошто у Првом светском рату због јаке ватре нису могли доћи до изражаја, преформирани су 1916. у кирасире-пешаке (фр. cuirassier a pied). Од њих су 1918. формиране 2 пешадијске дивизије које су се истакле у пролеће 1918. После Првог светског рата кирасири су у Француској моторизовани, и послужили су као језгро за формирање брзих и оклопних јединица.